# Novara Calcio 2010-2011
Questa voce raccoglie le informazioni riguardanti il Novara Calcio nelle competizioni ufficiali della stagione 2010-2011.

## Stagione
Nella stagione 2010-2011 il neopromosso Novara disputa il campionato cadetto, un solo anno dopo la vittoria del Campionato di Prima Divisione, la squadra biancoazzurra sempre affidata ad Tesser compie un ulteriore salto di categoria: terza classificata in B, vince i Play-off superando la Reggina in semifinale e il Padova in finale, sfruttando al meglio il terzo posto ottenuto. Con tre preziosi pareggi sale nel massimo campionato, accompagnando Atalanta e Siena, che hanno ottenuto la promozione diretta. Per la squadra piemontese è la prima promozione in A dal 1947-48. Notevole il girone di andata chiuso al primo posto con 42 punti, poi nel girone di ritorno perde terreno, con soli 28 punti raccolti, ma sufficienti a raggiungere il terzo posto con 70 punti. Due gli attaccanti sugli scudi, Cristian Bertani autore di 17 reti e l'argentino Pablo Andres Gonzalez che ne ha firmati 15. Nella Coppa Italia il Novara nel secondo turno supera (3-1) il Taranto dopo i tempi supplementari, passa anche il terzo turno vincendo (1-3) a Cesena, sempre dopo i supplementari, mentre nel quarto turno lascia il torneo superato (3-0) dal Chievo.

## Divise e sponsor
Lo sponsor tecnico fu Sportika, mentre lo sponsor ufficiale fu Banca Popolare di Novara.
| Casa | Trasferta | Terza divisa |

## Organigramma societario
Area direttiva
- Presidente: Carlo Accornero
- Proprietà: famiglia De Salvo
- Amministratore delegato e direttore generale: Massimo De Salvo
- Consiglieri: Paolo Baraggioli, Alessandro Cagliani, Giovanni Cremonesi, Giacomo Fortina, Giampiero Mella e Alfredo Lamastra

Area organizzativa
- Direttore commerciale: Luca Faccioli
- Direttore amministrazione e finanza: Lorella Matacera
- Contabilità: Marisa Parmigiani
- Responsabile marketing: Sara Palazzeschi
- Consulente esperto di calcio: Gino Montella
- Addetti stampa ed editoria: Francesca Giusti
- Ufficio stampa e sito web: Carlo Magretti
- Marketing: Antonio Bisanti
- Ufficio commerciale: Giovanni Surace, Paolo Esposito e Stefano Fabris

Area tecnica
- Direttore sportivo: Pasquale Sensibile
- Team Manager: Mattia Venturini
- Allenatore: Attilio Tesser
- Allenatore in 2ª: Mark Tullio Strukelj
- Preparatore dei portieri: Leonardo Cortiula
- Preparatore atletico: Edoardo Renosto
- Responsabile settore giovanile: Angelo Massola

Area sanitaria
- Medico sociale: Giorgio Fortina
- Massofisioterapisti: Lorenzo De Mani, Roberto Bolla

## Rosa
Aggiornata al 31 gennaio 2011.
| N. |                     | Ruolo | Calciatore                 |
| -- | ------------------- | ----- | -------------------------- |
| 1  | Albania (bandiera)  | P     | Samir Ujkani               |
| 2  | Italia (bandiera)   | D     | Mavillo Gheller            |
| 3  | Germania (bandiera) | D     | Giuseppe Gemiti            |
| 4  | Italia (bandiera)   | D     | Andrea Lisuzzo             |
| 5  | Italia (bandiera)   | D     | Carlalberto Ludi           |
| 6  | Italia (bandiera)   | C     | Davide Drascek             |
| 7  | Svizzera (bandiera) | C     | Rijat Shala                |
| 8  | Italia (bandiera)   | A     | Simone Motta               |
| 9  | Italia (bandiera)   | A     | Raffaele Rubino (capitano) |
| 10 | Italia (bandiera)   | C     | Marco Rigoni               |
| 11 | Italia (bandiera)   | A     | Cristian Bertani           |
| 12 | Italia (bandiera)   | P     | Ettore Steni               |
| 13 | Italia (bandiera)   | D     | Alberto Cossentino         |
| 14 | Svizzera (bandiera) | D     | Michel Morganella          |
| 17 | Italia (bandiera)   | C     | Filippo Porcari            |

| N. |                      | Ruolo | Calciatore                |
| -- | -------------------- | ----- | ------------------------- |
| 18 | Italia (bandiera)    | C     | Francesco Marianini       |
| 19 | Argentina (bandiera) | A     | Pablo Andrés González     |
| 20 | Italia (bandiera)    | C     | Alex Pinardi              |
| 22 | Italia (bandiera)    | A     | Nicola Ventola            |
| 23 | Italia (bandiera)    | C     | Manuel Scavone            |
| 24 | Argentina (bandiera) | A     | Emanuel Gigliotti         |
| 26 | Brasile (bandiera)   | C     | Juliano                   |
| 27 | Italia (bandiera)    | C     | Andrea Parola             |
| 29 | Italia (bandiera)    | P     | Kevin Strukelj            |
| 30 | Italia (bandiera)    | D     | Matteo Centurioni         |
| 31 | Italia (bandiera)    | P     | Alberto Maria Fontana     |
| 32 | Francia (bandiera)   | D     | Jean-Christophe Coubronne |
| 33 | Francia (bandiera)   | A     | Laurent Lanteri           |
| 34 | Francia (bandiera)   | D     | Guillaume Gigliotti       |
| 39 | Italia (bandiera)    | C     | Francesco Evola           |

## Calciomercato

### Sessione estiva
| Acquisti | Acquisti            | Acquisti     | Acquisti         |
| R.       | Nome                | da           | Modalità         |
| -------- | ------------------- | ------------ | ---------------- |
| P        | Samir Ujkani        | Palermo      | rinnovo prestito |
| D        | Sergio Contessa     | Nardò        | fine prestito    |
| D        | Alberto Cossentino  | Palermo      | comproprietà     |
| D        | Guillaume Gigliotti | Monaco       | definitivo       |
| D        | Michel Morganella   | Palermo      | prestito         |
| C        | Francesco Marianini | Empoli       | definitivo       |
| C        | Marco Rigoni        | Ternana      | definitivo       |
| C        | Manuel Scavone      | Südtirol     | definitivo       |
| A        | Leonardo D'Angelo   | Casale       | definitivo       |
| A        | Christian Esposito  | AlbinoLeffe  | definitivo       |
| A        | Emanuel Gigliotti   | Atl. Tucumán | definitivo       |
| A        | Luca Strizzolo      | Pordenone    | prestito         |

| Cessioni | Cessioni           | Cessioni     | Cessioni                |
| R.       | Nome               | a            | Modalità                |
| -------- | ------------------ | ------------ | ----------------------- |
| P        | Giacomo Brichetto  | Palermo      | definitivo              |
| D        | Sergio Contessa    | Melfi        | prestito                |
| D        | Christian Jidayi   | Lecco        | prestito                |
| C        | Omar Agnesina      | Casale       | definitivo              |
| C        | Elmin Kurbegović   | Elfsborg     | definitivo              |
| C        | Emmanuel Ledesma   | Genoa        | fine prestito           |
| C        | Mattia Morandi     | Como         | prestito                |
| C        | Alessio Tombesi    | Parma        | definitivo              |
| C        | Juliano            |              | risoluzione consensuale |
| A        | Leonardo D'Angelo  | Mantova      | prestito                |
| A        | Christian Esposito | Pro Vercelli | prestito                |
| A        | Federico Federici  | Casale       | compartecipazione       |
| A        | Laurent Lanteri    | Casale       | prestito                |

### Sessione invernale
| Acquisti | Acquisti              | Acquisti   | Acquisti      |
| R.       | Nome                  | da         | Modalità      |
| -------- | --------------------- | ---------- | ------------- |
| C        | Andrea Parola         | svincolato |               |
| A        | Laurent Lanteri       | Casale     | fine prestito |
| C        | Alex Pinardi          | Cagliari   | definitivo    |
| P        | Samir Ujkani          | Palermo    | definitivo    |
| D        | Michel Morganella     | Palermo    | definitivo    |
| A        | Pablo Andrés González | Palermo    | prestito      |
| C        | Juliano               | svincolato |               |

| Cessioni | Cessioni              | Cessioni | Cessioni      |
| R.       | Nome                  | a        | Modalità      |
| -------- | --------------------- | -------- | ------------- |
| A        | Emanuel Gigliotti     | All Boys | prestito      |
| A        | Nicola Ventola        |          | fine carriera |
| D        | Alberto Cossentino    | Gela     | prestito      |
| A        | Pablo Andrés González | Palermo  | definitivo    |
| C        | Francesco Evola       | Cosenza  | prestito      |

## Risultati

### Serie B

#### Girone di andata
| Arbitro: | Pinzani (Empoli) |

|          |           |                     |
| Succi 9’ | Marcatori | 25’ (rig.) S. Motta |

| Arbitro: | Calvarese (Teramo) |

|                          |           |  |
| González 70’ Bertani 82’ | Marcatori |  |

| Arbitro: | Baratta (Salerno) |

|  |           |                          |
|  | Marcatori | 48’ González 73’ Bertani |

| Arbitro: | Ostinelli (Como) |

|                  |           |                 |
| Bertani 46’, 74’ | Marcatori | 12’ L. Vitiello |

| Arbitro: | Baracani (Firenze) |

|               |           |  |
| R. Bianchi 5’ | Marcatori |  |

| Arbitro: | Giancola (Vasto) |

|                                                     |           |             |
| M. Rigoni 53’ S. Motta 64’ González 68’ Bertani 75’ | Marcatori | 40’ Dionisi |

| Arbitro: | N. Stefanini (Prato) |

|                             |           |            |
| Carrozza 7’ Pisano 29’, 55’ | Marcatori | 1’ Bertani |

| Arbitro: | Doveri (Roma) |

|              |           |                                                 |
| Altinier 54’ | Marcatori | 8’, 24’, 43’, 81’ González 89’ (rig.) M. Rigoni |

| Arbitro: | Candussio (Cervignano del Friuli) |

|                                  |           |  |
| Bertani 70’ M. Rigoni 73’ (rig.) | Marcatori |  |

| Arbitro: | Nasca (Bari) |

|  |           |              |
|  | Marcatori | 18’ S. Motta |

| Arbitro: | Guida (Torre Annunziata) |

|                                       |           |  |
| González 6’ M. Rigoni 35’ Bertani 73’ | Marcatori |  |

| Arbitro: | Giacomelli (Trieste) |

|                                |           |  |
| S. Motta 47’ González 62’, 86’ | Marcatori |  |

| Arbitro: | Tommasi (Bassano del Grappa) |

|                   |           |                     |
| Lupoli 60’ (rig.) | Marcatori | 58’ (rig.) S. Motta |

| Arbitro: | Ciampi (Roma) |

|             |           |                |
| Bertani 13’ | Marcatori | 57’ F. Lazzari |

| Arbitro: | Giancola (Vasto) |

|               |           |                           |
| Graffiedi 47’ | Marcatori | 27’ Marianini 89’ Bertani |

| Arbitro: | Tozzi (Ostia Lido) |

|                                       |           |             |
| Scavone 7’ Bertani 49’ González 90+1’ | Marcatori | 82’ Cosenza |

| Arbitro: | Candussio (Cervignano del Friuli) |

|              |           |                 |
| Larrondo 78’ | Marcatori | 90+3’ Gigliotti |

| Arbitro: | Calvarese (Teramo) |

|                             |           |  |
| Porcari 17’ Rubino 57’, 84’ | Marcatori |  |

| Arbitro: | N. Stefanini (Prato) |

|          |           |            |
| Lodi 22’ | Marcatori | 84’ Rubino |

| Arbitro: | Massa (Imperia) |

|             |           |             |
| Porcari 14’ | Marcatori | 61’ Maniero |

| Arbitro: | Velotto (Grosseto) |

|                            |           |            |
| Mazzarani 14’ Pasquato 39’ | Marcatori | 54’ Rubino |

#### Girone di ritorno
| Arbitro: | Ciampi (Roma) |

|             |           |                 |
| Porcari 77’ | Marcatori | 39’ El Shaarawy |

| Arbitro: | Tozzi (Ostia Lido) |

|               |           |              |
| Lunardini 20’ | Marcatori | 59’ S. Motta |

| Arbitro: | Nasca (Bari) |

|                                |           |                               |
| S. Motta 11’ (rig.) Parola 75’ | Marcatori | 71’ Di Roberto 90+4’ R. Perna |

| Arbitro: | Candussio (Cervignano del Friuli) |

|  |           |              |
|  | Marcatori | 65’ González |

| Arbitro: | Ciampi (Roma) |

|                     |           |  |
| Garofalo 23’ (aut.) | Marcatori |  |

| Arbitro: | Guida (Torre Annunziata) |

|                |           |  |
| Belingheri 18’ | Marcatori |  |

| Arbitro: | Pinzani (Empoli) |

|             |           |            |
| Bertani 30’ | Marcatori | 53’ Pisano |

| Novara 1º marzo 2011, ore 15:00 CET 29ª giornata | Novara          | 0 – 0 referto | Portogruaro-Summaga | Stadio Silvio Piola (4.400 spett.)\| Arbitro: \| Massa (Imperia) \| |
| Arbitro:                                         | Massa (Imperia) |               |                     |                                                                     |

| Arbitro: | Tozzi (Ostia Lido) |

|               |           |            |
| S. Padoin 52’ | Marcatori | 88’ Rubino |

| Novara 12 marzo 2011, ore 15:00 CET 31ª giornata | Novara           | 0 – 0 referto | Sassuolo | Stadio Silvio Piola (4.450 spett.)\| Arbitro: \| Ostinelli (Como) \| |
| Arbitro:                                         | Ostinelli (Como) |               |          |                                                                      |

| Arbitro: | Ciampi (Roma) |

|              |           |  |
| Bastrini 89’ | Marcatori |  |

| Arbitro: | Candussio (Cervignano del Friuli) |

|                               |           |              |
| Bergamelli 36’, 49’ Cocco 53’ | Marcatori | 31’ González |

| Arbitro: | Tozzi (Ostia Lido) |

|             |           |  |
| Bertani 31’ | Marcatori |  |

| Empoli 9 aprile 2011, ore 15:00 CEST 35ª giornata | Empoli                       | 0 – 0 referto | Novara | Stadio Carlo Castellani (2.500 spett.)\| Arbitro: \| Tommasi (Bassano del Grappa) \| |
| Arbitro:                                          | Tommasi (Bassano del Grappa) |               |        |                                                                                      |

| Arbitro: | Gallione (Alessandria) |

|                         |           |                           |
| Rubino 11’ S. Motta 48’ | Marcatori | 26’ T. Bianchi 50’ Guzmán |

| Arbitro: | Velotto (Grosseto) |

|              |           |  |
| A. Viola 85’ | Marcatori |  |

| Arbitro: | Doveri (Roma) |

|                       |           |                        |
| González 31’ Ludi 75’ | Marcatori | 47’, 59’ (rig.) Calaiò |

| Arbitro: | N. Stefanini (Prato) |

|  |           |                                         |
|  | Marcatori | 28’ Centurioni 37’ Bertani 50’ González |

| Arbitro: | Giacomelli (Trieste) |

|                         |           |             |
| Lisuzzo 33’ Bertani 50’ | Marcatori | 14’ Sansone |

| Arbitro: | Massa (Imperia) |

|                      |           |                  |
| Sansovini 78’ (rig.) | Marcatori | 25’, 63’ Bertani |

| Arbitro: | Candussio (Cervignano del Friuli) |

|                           |           |                                |
| Pinardi 31’ Coubronne 74’ | Marcatori | 3’, 76’ Mazzarani 84’ G. Greco |

## Playoff

### Semifinali
| Reggio Calabria 2 giugno 2011, ore 18:30 Andata | Reggina              | 0 – 0 referto | Novara | Stadio Oreste Granillo (18.387 spett.)\| Arbitro: \| N. Stefanini (Prato) \| |
| Arbitro:                                        | N. Stefanini (Prato) |               |        |                                                                              |

| Arbitro: | Tommasi (Bassano del Grappa) |

|                               |           |                    |
| Adejo 8’ (aut.) M. Rigoni 90’ | Marcatori | 32’, 75’ Bonazzoli |

### Finali
| Padova 9 giugno 2011, ore 20:45 Andata | Padova        | 0 – 0 referto | Novara | Stadio Euganeo (21.540 spett.)\| Arbitro: \| Doveri (Roma) \| |
| Arbitro:                               | Doveri (Roma) |               |        |                                                               |

| Arbitro: | Guida (Torre Annunziata) |

|                            |           |  |
| González 16’ M. Rigoni 70’ | Marcatori |  |

### Coppa Italia
| Arbitro: | Merchiori (Ferrara) |

|                                        |           |               |
| S. Motta 10’ Gigliotti 93’ Rubino 118’ | Marcatori | 71’ Innocenti |

| Arbitro: | Gervasoni (Mantova) |

|               |           |                                      |
| Schelotto 44’ | Marcatori | 54’ Rubino 105’ Evola 111’ Gigliotti |

| Arbitro: | Pierpaoli (Firenze) |

|                                |           |  |
| Granoche 24’, 35’ De Paula 82’ | Marcatori |  |

## Statistiche

### Statistiche di squadra
| Competizione | Punti | In casa | In casa | In casa | In casa | In casa | In casa | In trasferta | In trasferta | In trasferta | In trasferta | In trasferta | In trasferta | Totale | Totale | Totale | Totale | Totale | Totale | DR  |
| Competizione | Punti | G       | V       | N       | P       | Gf      | Gs      | G            | V            | N            | P            | Gf           | Gs           | G      | V      | N      | P      | Gf     | Gs     | DR  |
| ------------ | ----- | ------- | ------- | ------- | ------- | ------- | ------- | ------------ | ------------ | ------------ | ------------ | ------------ | ------------ | ------ | ------ | ------ | ------ | ------ | ------ | --- |
| Serie B      | 70    | 21      | 11      | 9       | 1       | 38      | 17      | 21           | 7            | 7            | 7            | 25           | 21           | 42     | 18     | 16     | 8      | 63     | 38     | +25 |
| Play-off     | -     | 2       | 1       | 1       | 0       | 4       | 2       | 2            | 0            | 2            | 0            | 0            | 0            | 4      | 1      | 3      | 0      | 4      | 2      | +2  |
| Coppa Italia | -     | 1       | 1       | 0       | 0       | 3       | 1       | 2            | 1            | 0            | 1            | 3            | 4            | 3      | 2      | 0      | 1      | 6      | 5      | +1  |
| Totale       | -     | 24      | 13      | 10      | 1       | 45      | 20      | 25           | 8            | 9            | 8            | 28           | 25           | 49     | 21     | 19     | 9      | 73     | 45     | +28 |

### Statistiche dei giocatori
| Giocatore     | Serie B  | Serie B | Serie B     | Serie B    | Coppa Italia | Coppa Italia | Coppa Italia | Coppa Italia | Play-off | Play-off | Play-off    | Play-off   | Totale   | Totale | Totale      | Totale     |
| Giocatore     | Presenze | Reti    | Ammonizioni | Espulsioni | Presenze     | Reti         | Ammonizioni  | Espulsioni   | Presenze | Reti     | Ammonizioni | Espulsioni | Presenze | Reti   | Ammonizioni | Espulsioni |
| ------------- | -------- | ------- | ----------- | ---------- | ------------ | ------------ | ------------ | ------------ | -------- | -------- | ----------- | ---------- | -------- | ------ | ----------- | ---------- |
| C. Bertani    | 35       | 17      | 7           | 1          | 1            | 0            | 0            | 0            | 3        | 1        | 0           | 1          | 39       | 18     | 7           | 2          |
| M. Centurioni | 27       | 1       | 4           | 0          | 1            | 0            | 0            | 0            | 3        | 0        | 1           | 0          | 31       | 1      | 5           | 0          |
| A. Cossentino | 1        | 0       | 0           | 0          | 1            | 0            | 0            | 0            | -        | -        | -           | -          | 2        | 0      | 0           | 0          |
| J. Coubronne  | 4        | 1       | 0           | 0          | 2            | 0            | 0            | 0            | 1        | 0        | 0           | 0          | 7        | 1      | 0           | 0          |
| D. Drascek    | 16       | 0       | 0           | 1          | 2            | 0            | 0            | 0            | 2        | 0        | 0           | 0          | 20       | 0      | 0           | 1          |
| F. Evola      | -        | -       | -           | -          | 2            | 1            | 0            | 0            | -        | -        | -           | -          | 2        | 1      | 0           | 0          |
| A.M. Fontana  | 7        | -10     | 1           | 0          | 2            | -4           | 0            | 0            | 1        | -2       | 0           | 0          | 10       | -16    | 1           | 0          |
| G. Gemiti     | 36       | 0       | 4           | 0          | 2            | 0            | 0            | 0            | 3        | 0        | 1           | 0          | 41       | 0      | 5           | 0          |
| M. Gheller    | 18       | 0       | 7           | 1          | 2            | 0            | 0            | 0            | 1        | 0        | 0           | 0          | 21       | 0      | 7           | 1          |
| E. Gigliotti  | 7        | 1       | 1           | 0          | 3            | 1            | 0            | 0            | -        | -        | -           | -          | 10       | 2      | 1           | 0          |
| G. Gigliotti  | 14       | 0       | 3           | 0          | 2            | 1            | 0            | 0            | 1        | 0        | 0           | 0          | 17       | 1      | 3           | 0          |
| P.A. González | 39       | 15      | 5           | 0          | 2            | 0            | 0            | 0            | 4        | 1        | 1           | 0          | 45       | 16     | 6           | 0          |
| Juliano       | 2        | 0       | 0           | 0          | -            | -            | -            | -            | -        | -        | -           | -          | 2        | 0      | 0           | 0          |
| L. Lanteri    | 4        | 0       | 0           | 0          | -            | -            | -            | -            | -        | -        | -           | -          | 4        | 0      | 0           | 0          |
| A. Lisuzzo    | 29       | 1       | 6           | 1          | 1            | 0            | 0            | 0            | 4        | 0        | 0           | 0          | 34       | 1      | 6           | 1          |
| C. Ludi       | 36       | 1       | 12          | 1          | 1            | 0            | 0            | 0            | 3        | 0        | 0           | 0          | 40       | 1      | 12          | 1          |
| F. Marianini  | 37       | 1       | 5           | 0          | 1            | 0            | 0            | 0            | 4        | 0        | 0           | 0          | 42       | 1      | 5           | 0          |
| M. Morganella | 31       | 0       | 10          | 0          | 3            | 0            | 0            | 0            | 3        | 0        | 2           | 0          | 37       | 0      | 12          | 0          |
| S. Motta      | 37       | 8       | 3           | 0          | 2            | 1            | 0            | 0            | 4        | 0        | 0           | 0          | 43       | 9      | 3           | 0          |
| A. Parola     | 12       | 1       | 2           | 0          | -            | -            | -            | -            | -        | -        | -           | -          | 12       | 1      | 2           | 0          |
| A. Pinardi    | 11       | 1       | 2           | 0          | -            | -            | -            | -            | 3        | 0        | 0           | 0          | 14       | 1      | 2           | 0          |
| F. Porcari    | 36       | 3       | 12          | 1          | 1            | 0            | 1            | 0            | 4        | 0        | 1           | 0          | 41       | 3      | 14          | 1          |
| M. Rigoni     | 37       | 4       | 6           | 0          | 2            | 0            | 0            | 0            | 4        | 2        | 2           | 0          | 43       | 6      | 8           | 0          |
| R. Rubino     | 25       | 6       | 0           | 0          | 2            | 2            | 0            | 0            | 3        | 0        | 0           | 0          | 30       | 8      | 0           | 0          |
| M. Scavone    | 25       | 1       | 1           | 0          | 1            | 0            | 1            | 0            | 1        | 0        | 0           | 0          | 27       | 1      | 2           | 0          |
| R. Shala      | 18       | 0       | 3           | 0          | 2            | 0            | 1            | 0            | -        | -        | -           | -          | 20       | 0      | 4           | 0          |
| S. Ujkani     | 36       | -28     | 2           | 0          | 1            | -1           | 0            | 0            | 3        | 0        | 0           | 0          | 40       | -29    | 2           | 0          |
| N. Ventola    | 9        | 0       | 3           | 0          | 3            | 0            | 0            | 0            | -        | -        | -           | -          | 12       | 0      | 3           | 0          |